# 33. pehotna divizija (ZDA)
Za druge 33. divizije glejte 33. divizija.
33. pehotna divizija (izvirno angleško 33rd Infantry Division) je bila pehotna divizija Kopenske vojske ZDA.

## Zgodovina
Divizija je bila preoblikovana v 33. pehotno brigado.